# Moellerodiscus lentus
Moellerodiscus lentus är en svampart som först beskrevs av Berk. & Broome, och fick sitt nu gällande namn av Dumont 1976. Moellerodiscus lentus ingår i släktet Moellerodiscus och familjen Rutstroemiaceae.   Inga underarter finns listade i Catalogue of Life.